# Kateryna Dorohobuzowa
Kateryna Dorohobuzowa (ukr. Катерина Дорогобузова; ur. 28 czerwca 1990 w Odessie) – ukraińska koszykarka grająca na pozycjach niskiej oraz silnej skrzydłowej.
5 lipca 2017 została zawodniczką Pszczółki Polski-Cukier AZS-UMCS-u Lublin.

## Osiągnięcia
Stan na 6 lipca 2017, na podstawie, o ile nie zaznaczono inaczej.

### Drużynowe
- Mistrzyni Ukrainy (2008, 2011)[5][6]
- Wicemistrzyni:
  - Ukrainy (2005, 2009)[7]
  - Bułgarii (2012)[8]
- Brązowa medalistka mistrzostw Ukrainy (2006, 2007)
- Zdobywczyni pucharu Polski (2016)[9]
- Finalistka pucharu:
  - Ukrainy (2009)[7]
  - Bułgarii (2012)[8]

### Indywidualne
- Najlepsza skrzydłowa ligi ukraińskiej (2009 według eurobasket.com )[7]
- Zaliczona do (przez eurobasket.com ):
  - I składu:
    - ligi ukraińskiej (2009, 2011)[7][6]
    - ligi bułgarskiej (2012)[8]
    - zawodniczek krajowych ligi ukraińskiej (2009, 2011)[7][6]

  - II składu ligi węgierskiej (2013)[10]

### Reprezentacja
- Uczestniczka mistrzostw Europy:
  - 2009 – 13. miejsce, 2013 – 13. miejsce, 2015 – 16. miejsce, 2017 – 10. miejsce
  - U–20 (2005 – 7. miejsce, 2006 – 13. miejsce, 2009 – 13. miejsce, 2010 – 5. miejsce)
  - U–18 (2007 – 5. miejsce, 2008 – 11. miejsce)
  - U–16 (2005 – 6. miejsce)